# Kiş (ort i Azerbajdzjan, Chodzjavänd)
Kiş (armeniska: Գիշի) är en ort i Azerbajdzjan.   Den ligger i distriktet Xocavənd Rayonu, i den centrala delen av landet, 250 km väster om huvudstaden Baku. Kiş ligger 700 meter över havet och antalet invånare är 1 234.
Terrängen runt Kiş är kuperad, och sluttar brant österut. Runt Kiş är det ganska tätbefolkat, med 52 invånare per kvadratkilometer.. Närmaste större samhälle är Müşkapat, 3,4 km väster om Kiş. 
Trakten runt Kiş består till största delen av jordbruksmark.